# Plac Maneżowy
Plac Maneżowy (ros. Манежная площадь) – obszerny plac w centrum Moskwy. Jego nazwa pochodzi od budynku moskiewskiego Maneżu. Położony w pobliżu Ogrodów Aleksandrowskich i moskiewskiego Kremla. Łączy plac Czerwony z jedną z głównych ulic Moskwy – ulicą Twerską.

## Pochodzenie nazwy
Plac otrzymał swoją nazwę w 1931 roku od wychodzącej na niego fasady moskiewskiego Maneżu . W związku z 50. rocznicą rewolucji październikowej w 1967 roku zmieniono jej nazwę na plac 50. rocznicy października (w mowie codziennej nazwa ta praktycznie nie było używana). W 1990 roku przywrócono oficjalnie pierwotną nazwę.

## Opis
Plac Maneżowy jest jednym z największych i najstarszych w Centralnym okręgu administracyjnym Moskwy. Znajduje się obok Kremla i Ogrodów Aleksandrowskich, z widokiem na fasady budynków Maneżu i Państwowego Muzeum Historycznego. W latach 90. na placu odbudowano Bramę Zmartwychwstania i Kaplicę Iwerską. W pobliżu kaplicy znajduje się Muzeum Archeologiczne Moskwy, założone w 1997 roku, oraz budynek Hotelu Cztery Pory Roku Moskwa (dawniej Hotel Moskwa). Z placu odchodzą ulice: Mochowa, Twerska, tytułowa Maneżna i Ochotnyj riad.
Jedną z głównych rzeźb placu Maneżowego jest pomnik Gieorgija Żukowa, wzniesiony dla uczczenia 50. rocznicy zwycięstwa w wielkiej wojnie ojczyźnianej przy wejściu do Muzeum Historycznego. Na środku placu wynurza się szklana kopuła podziemnego centrum handlowego Ochotnyj riad, zwieńczona rzeźbą św. Jerzego Zwycięzcy. Między placem Maneżowym a Ogrodami Aleksandrowskimi wykopano kanał, wzdłuż którego umieszczono rzeźby Zuraba Cereteliego.
Zespół placu Maneżowego uzupełniają fontanny zbudowane w 1996 roku na cześć 850-lecia założenia Moskwy. Wewnątrz „Gejzeru” – centralnej fontanny tej kompozycji – znajduje się grupa rzeźb „Pory roku”, przedstawionych w postaci czterech koni. Od 1996 roku na placu w pobliżu Bramy Zmartwychwstania znajduje się tablica „Kilometr Zero Rosyjskich Autostrad”, od której liczony jest przebieg rosyjskich dróg.

## Historia

### Historia obszaru

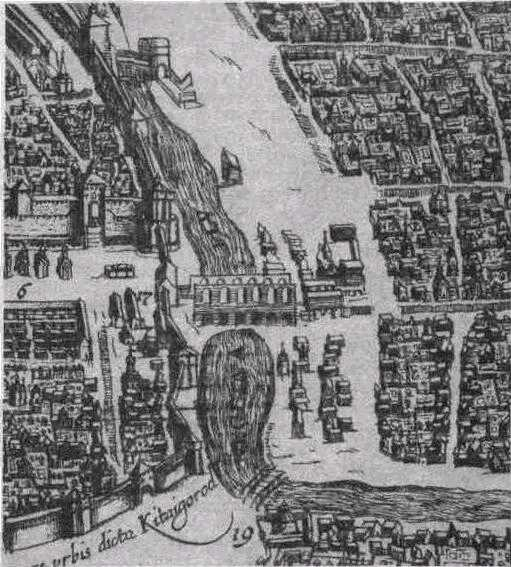
Fragment planu Moskwy z 1610 roku. W centrum, na prawo od mostu Zmartwychwstania Pańskiego przez rzekę Nieglinną znajduje się klasztor Mojsiejewski z XVI wieku

Plac Maneżowy i gmach Maneżu znajdują się w miejscu, które historycznie nazywano Zanieglimieniem – dosłownie: po drugiej stronie rzeki Nieglinnaja. Pierwsza podmiejska osada na prawym brzegu rzeki pojawiła się w XII–XIII wieku. Mimo podmokłych gleb w drugiej połowie XV wieku ta część Moskwy była już gęsto zaludniona, dlatego regularnie dochodziło tu do pożarów. Po kolejnym dużym pożarze w 1493 roku car Iwan III nakazał zburzyć wszystkie drewniane budynki w odległości 109 sążni od murów Kremla, po czym przestrzeń na terenie obecnego placu była pusta aż do połowy XVI wieku.
W 1566 roku Iwan Groźny nakazał podzielić całe państwo i jego stolicę na opriczninę i ziemstwa. W wyniku tego podziału południowa część Zanieglimienia stała się częścią opriczniny. Jednak nowo wybudowany Dwór Opriczny nie przetrwał długo: w 1571 roku rezydencja królewska praktycznie doszczętnie spłonęła. Później, w północno-zachodniej części współczesnego placu Maneżowego, powstał klasztor Mojsiejewski, zburzony w 1765 roku przez Katarzynę II.
W 1599 roku, za panowania Borysa Godunowa, naprzeciw dawnego Dworu Opricznego powstał Dwór Ziemski. Na tym terenie znajdowała się także osada Striemjannego Pułku Strzeleckiego. Kiedy w 1698 roku pułk strzelecki i osada zostały rozwiązane, teren ten zaczęto oddawać we własność i dzierżawę. W latach 1707–1708, na mocy dekretu Piotra I, wokół Kremla i Kitaj-gorodu zaczęto wznosić umocnienia ziemne, a Charczewoj i Ochotnyj riad zostały przeniesione na tereny dawnej osady.
W drugiej połowie XVIII wieku opracowano projekty reorganizacji centrum Moskwy, w szczególności postanowiono stworzyć łańcuch nowych placów. Realizację tego planu ułatwił wielki pożar moskiewski z 1812 roku, który zniszczył wiele budynków w historycznym centrum. Na miejscu koryta rzeki Nieglinnej, zamkniętego w 1819 roku podziemnym kanałem, wzdłuż zachodniej ściany Kremla utworzono Ogrody Aleksandrowskie. Ważną częścią odbudowy po pożarze była budowa budynku Maneżu.

### Budowa Maneżu
Z rozkazu cara Aleksandra I na nowo powstałym placu wzniesiono Exerzirgauz (pierwsza nazwa Maneżu) – kryty pawilon do szkolenia bojowego wojsk. Budowę wykonała grupa inżynierów pod przewodnictwem generała Lwa Carboniera, a zaprojektowali go Augustin Betancourt i Auguste Montferrand. Car był obecny na otwarciu budynku, które zbiegło się z piątą rocznicą zwycięstwa nad Napoleonem. Od 1831 roku Maneż zaczęto wykorzystywać do wystaw, festynów, a także balów i koncertów. Po rewolucji październikowej w Maneżu wybudowano koszary, a po zakończeniu wojny domowej garaż dla samochodów rządowych. Od 1967 roku Maneż ma status Centralnej Sali Wystawowej. W 2004 roku wybuchł w nim wielki pożar, po którym budynek odbudowano.
W XIX wieku teren wokół Maneżu był gęsto zabudowany. Ulica Nieglinnaja biegła między wschodnią fasadą a Ogrodami Aleksandrowskimi, zachodnia fasada zwrócona była w stronę Mochowej. Część południowa – na placu przed Kutafją, północna – na ulicy Bolszaja Nikitska i spoczywała na kwartale między Nieglinną a Mochową .

### Utworzenie placu Maneżowego
W 1931 roku plac przed południową fasadą Maneżu (w pobliżu wieży Kutafya) został nazwany Maneżowym. Opróżnienie i oczyszczenie placu przy północnej elewacji Maneżu trwało od 1932 do 1938 roku. W 1932 roku, w związku z budową pierwszej linii moskiewskiego metra, rozpoczęto rozbiórkę starej dzielnicy wzdłuż zaułka Łoskutnego (ros. Лоскутный переулок) i ulicy Mochowej, którą zakończono do 1934 roku. Na jego miejscu wybudowano dwa tunele łącznika usługowego pomiędzy nowoczesnymi liniami Sokolniczeską i Filowską.

### Budowa podziemnego centrum handlowego „Ochotnyj riad”

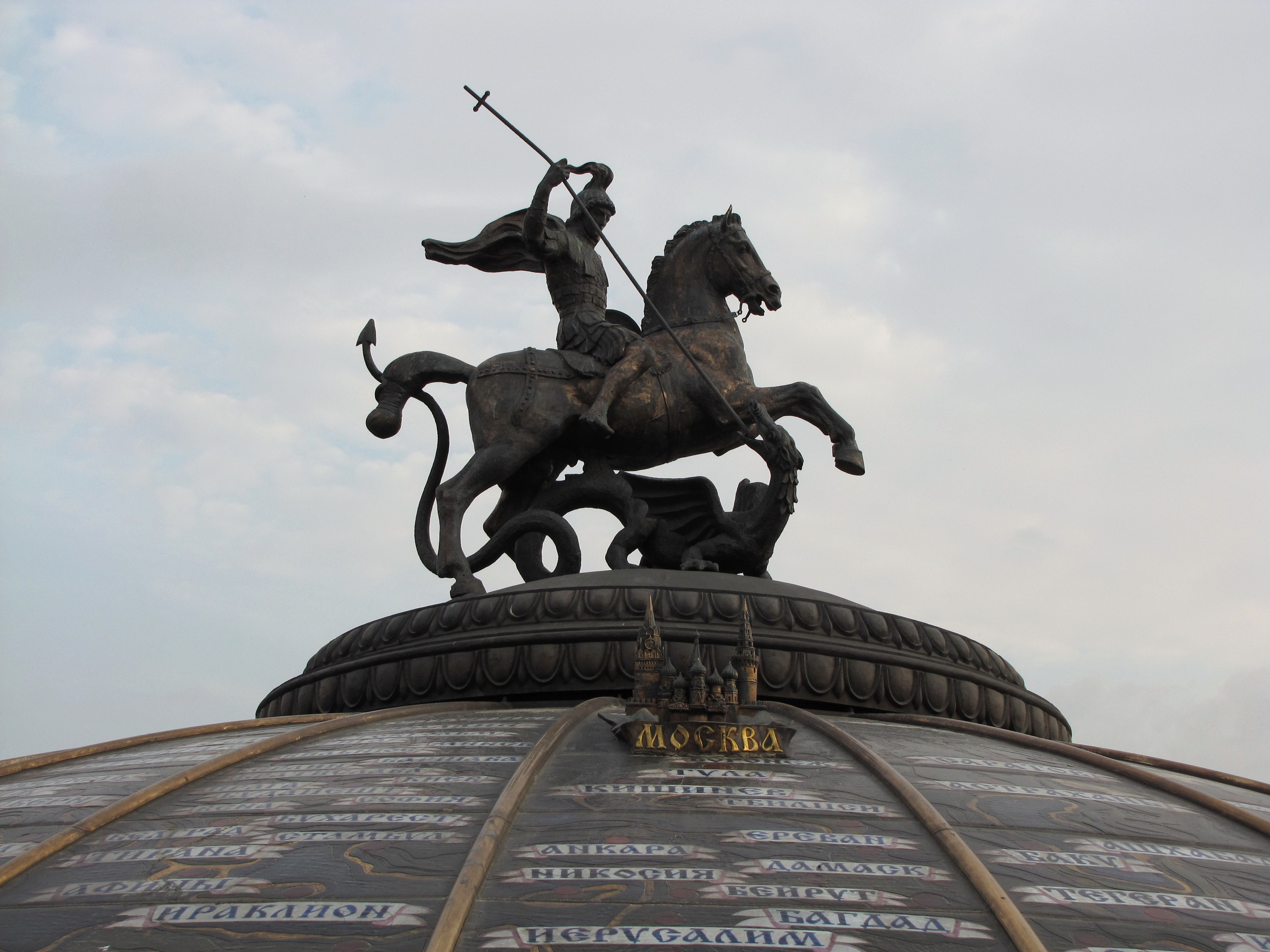
Św. Jerzy Zwycięzca na kopule centrum handlowego Ochotnyj riad, 2010

W 1993 roku plac Maneżowy został wyłączony z ruchu pojazdów kołowych, po czym rozpoczęła się pod nim budowa podziemnego centrum handlowego Ochotnyj riad. Budowę kompleksu zakończono w dniu obchodów 850-lecia założenia miasta w 1997 roku. Początkowo konkurs na rozbudowę placu Maneżowego wygrała pracownia architektoniczna Borysa Ulkina, ale później przebudowa została przeprowadzona zgodnie z projektem Mosproekt-2 z udziałem rzeźbiarza Zuraba Cereteliego. Kaskada fontann w Ogrodach Aleksandrowskich, które są częścią kompleksu handlowego Ochotnyj riad, została zbudowana na chronionym obszarze Światowego Dziedzictwa UNESCO – moskiewskiego Kremla . Według historyka sztuki i krytyka architektury Grigorija Riewzina budowa Ochotnego riadu praktycznie zniszczyła plac Maneżowy.
Podziemny kompleks handlowo-rekreacyjny ma wielokątny, wydłużony kształt i znajduje się pomiędzy tunelami metra. Konstrukcja ma około 300 metrów długości i 137,5 metra szerokości. Łączna powierzchnia to ok. 70 tys. m kw.

## Imprezy i imprezy masowe

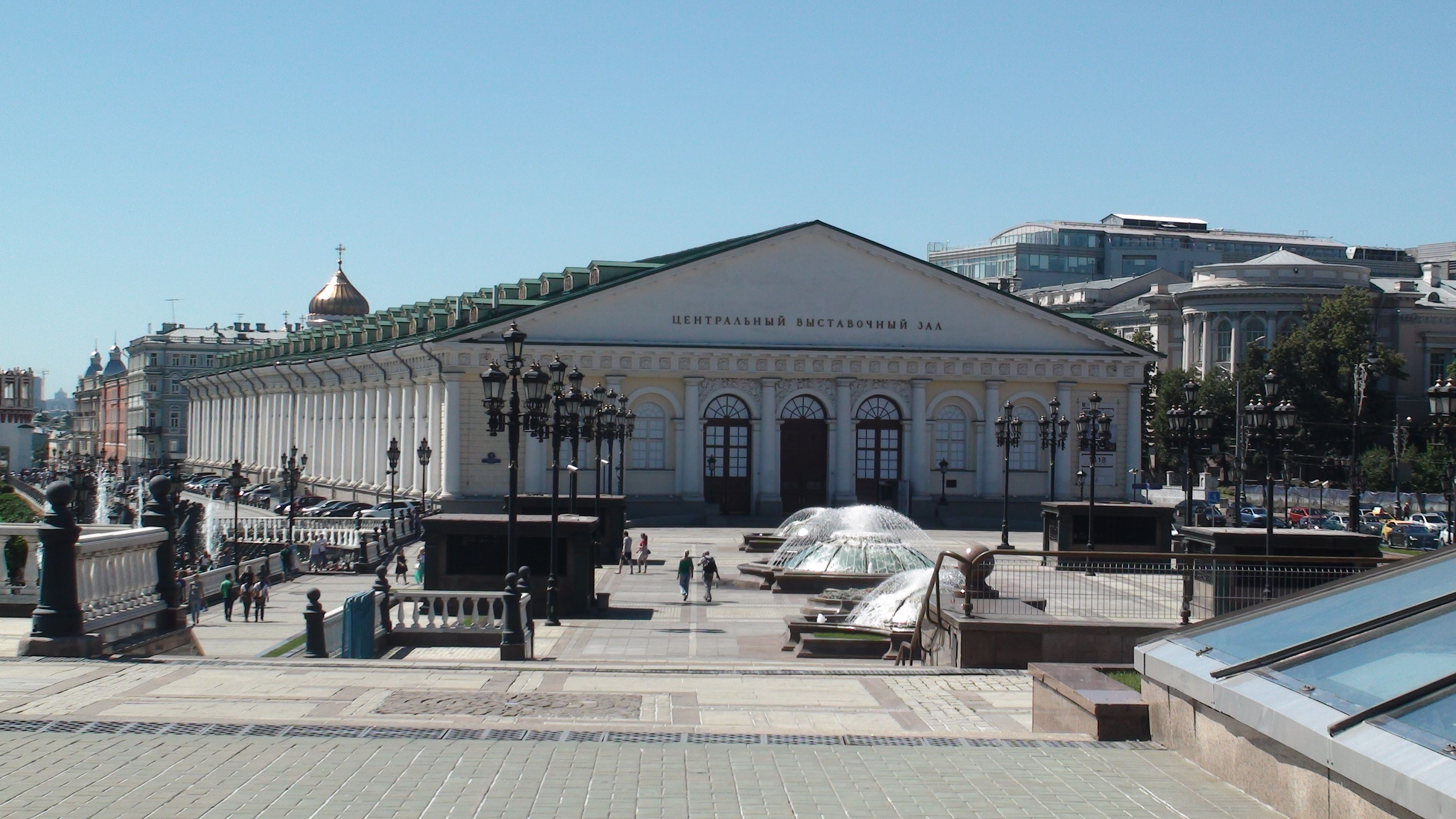
Widok na plac Maneżowy, 2015

Plac Maneżowy wielokrotnie stał się miejscem masowych wieców i demonstracji. Na placu odbyły się najliczniejsze moskiewskie protesty okresu pierestrojki i czasów postsowieckich: 4 lutego 1990 roku miał tu miejsce wiec przeprowadzony pod hasłem zniesienia szóstego artykułu Konstytucji ZSRR, który zgromadził do 300 tys. osób. 14 stycznia 1991 roku na plac Maneżowy pod hasłem „Nie pozwolimy na okupację Litwy” przybyło ponad 100 tys. osób. W czasie puczu sierpniowego plac Maneżowy stał się jednym z miejsc masowych demonstracji przeciwników puczystów.
31 sierpnia 1999 roku na III kondygnacji centrum handlowego Ochotnyj riad miała miejsce eksplozja, w wyniku której zginęła jedna osoba, a ponad 30 zostało rannych.
9 czerwca 2002 roku na placu wybuchły zamieszki, które były wynikiem porażki reprezentacji narodowej w meczu z Japonią podczas mundialu.
11 grudnia 2010 roku na placu Maneżowym ponownie wybuchły zamieszki. Zostały one spowodowane zabójstwem kibica Spartaka Jegora Swiridowa oraz nieprawidłowościami w śledztwie w sprawie tej zbrodni.
30 grudnia 2014 roku na placu odbył się wiec zwolenników Aleksieja Nawalnego pod hasłem „Euromaneżka”.
Plac Maneżowy jest także miejscem koncertów i spektakli plenerowych: w 1997 roku w tym miejscu wystąpił The Prodigy, gromadząc około 250 tys. osób, a w 1998 roku dał tu koncert raper Coolio.

## Galeria

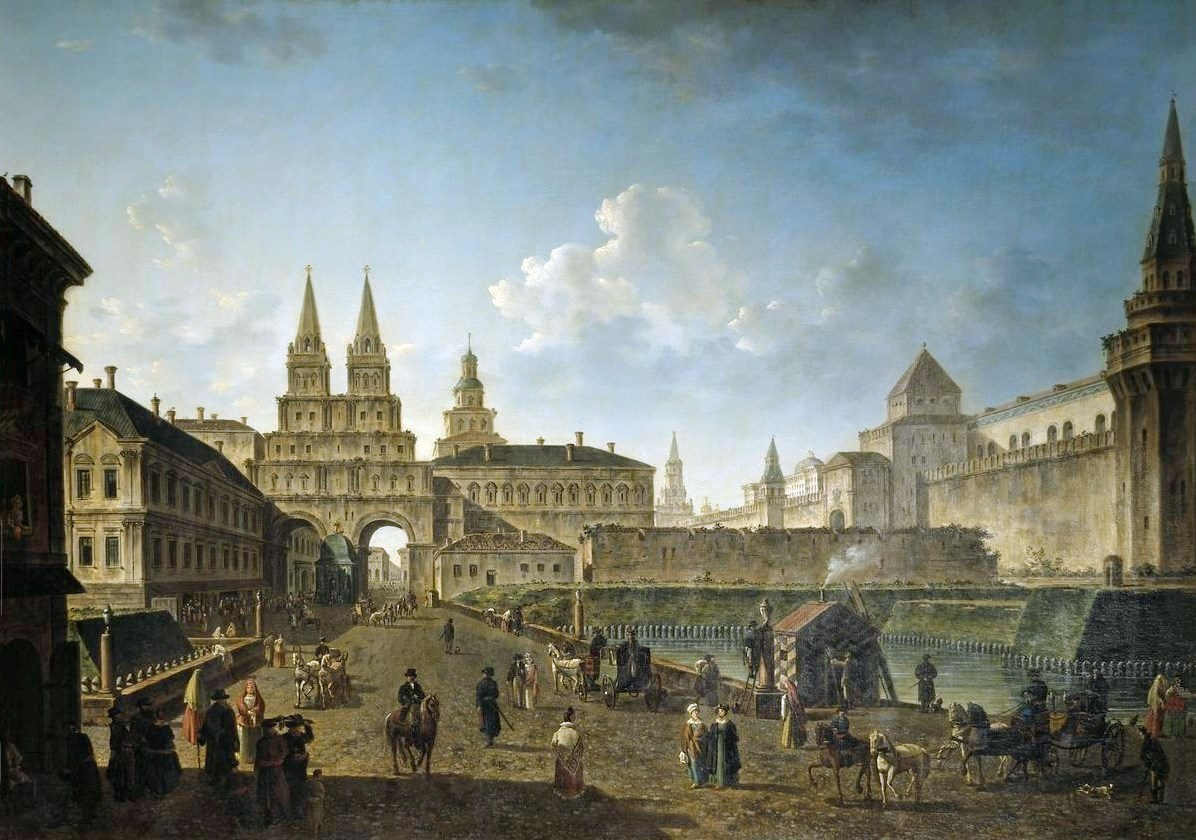
Obszar przyszłego placu Maneżowego w XIX wieku
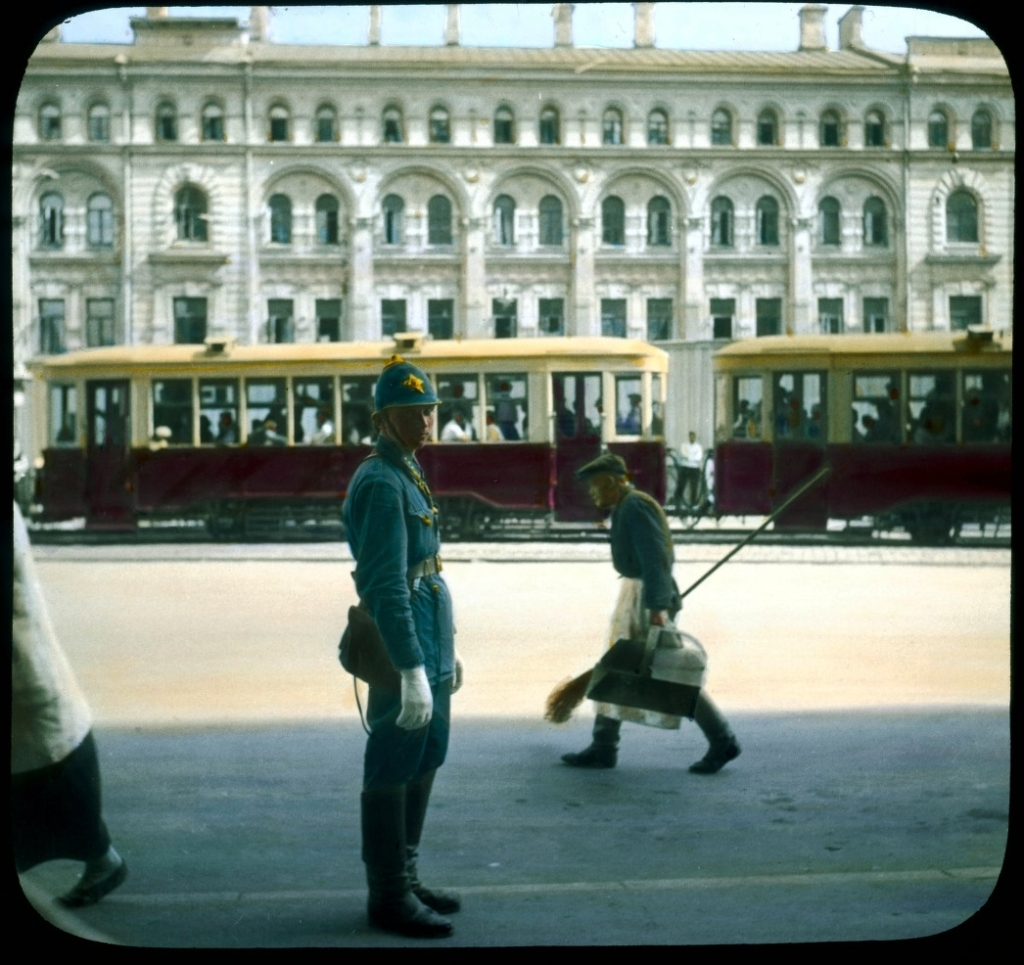
Widok przyszłego placu Maneżowego, 1931
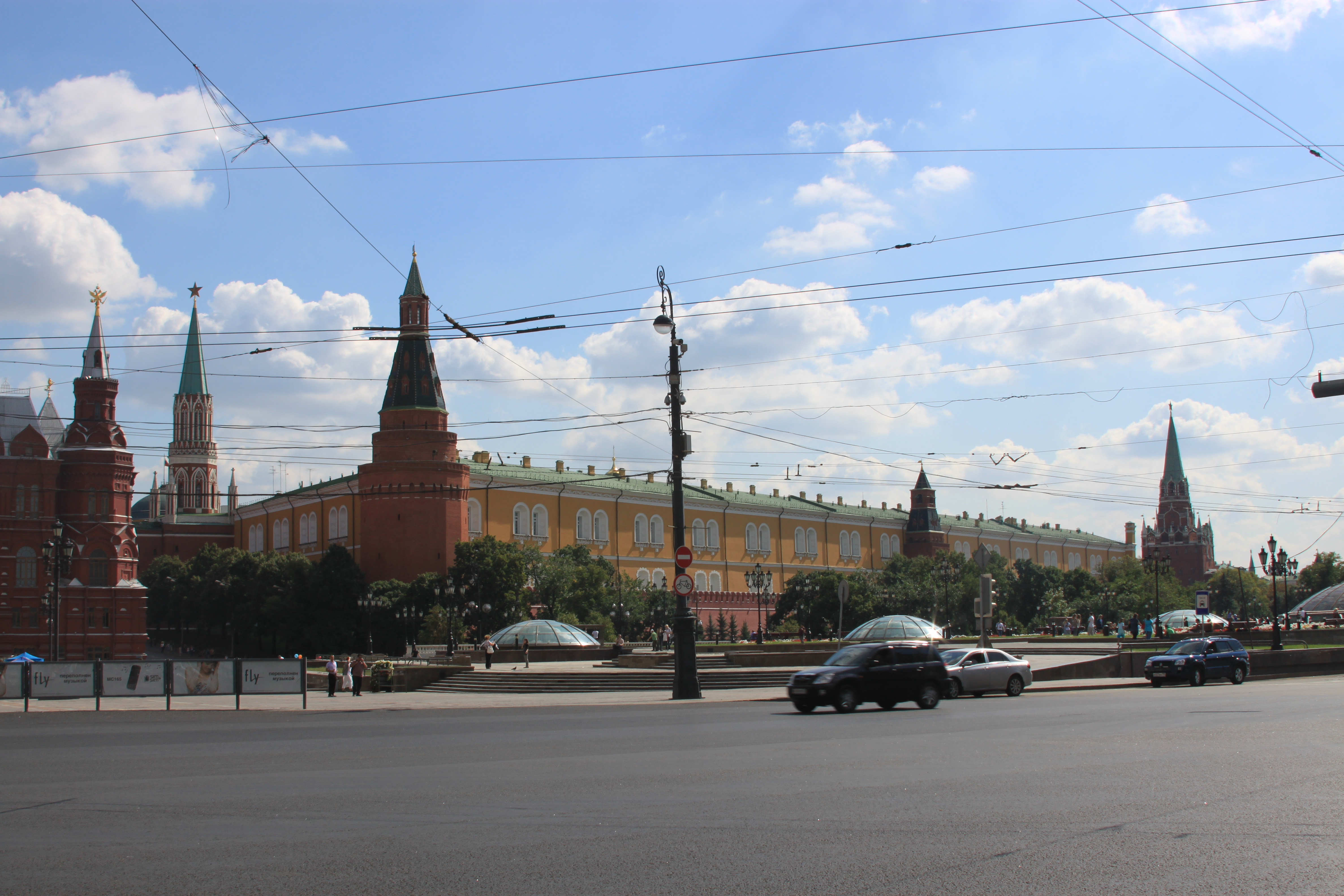
Widok na plac Maneżowy i moskiewski Kreml, 2011
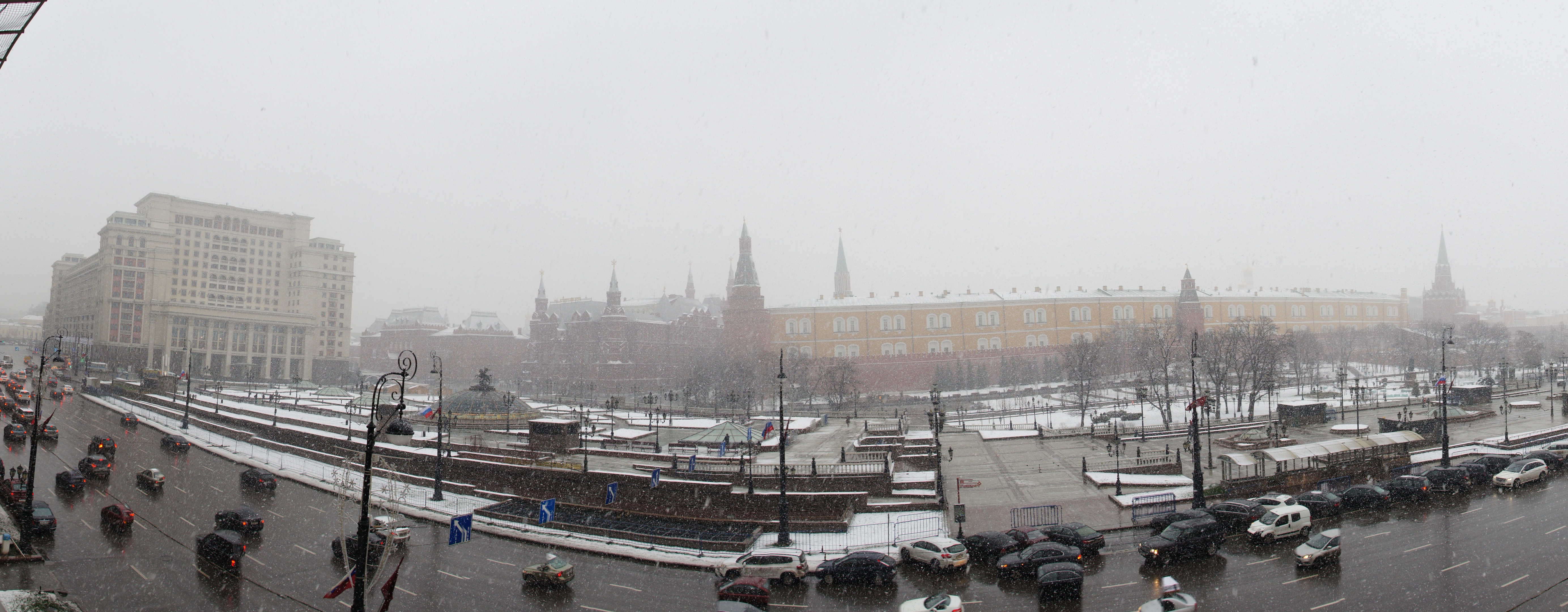
Ulica Mochowa. Widok na plac Maneżowy i Kreml, 2013